# Das kleine Fressen
Das kleine Fressen (Originaltitel: Jídlo) ist ein animierter Kurzfilm des tschechischen surrealistischen Künstlers Jan Švankmajer aus dem Jahr 1992. Der mit Knetanimation und Pixilation erstellte Film untersucht in drei Episoden die Beziehung der Menschen zu Nahrungsmitteln.

## Handlung

### Frühstück
Ein Mann betritt einen Raum, setzt sich, und streicht die Überreste des letzten Abendessens vom Tisch. Ihm gegenüber sitzt ein anderer Mann, der ein beschriebenes Papier an einer Kette am Hals trägt. Der erste Mann steht auf und folgt den Anweisungen auf dem Zettel. Er stopft Geld in die Kehle des Mannes und stochert in seinem Auge. Das Hemd des zweiten Mannes öffnet sich von selbst und ein Speisenaufzug kommt dort zum Vorschein, wo eigentlich der Brustkorb des Mannes hätte sein müssen. Der erste Mann nimmt sein Essen und schlägt dem anderen ans Kinn.
Als er mit Essen fertig ist, tritt er den anderen gegen das Schienbein, um eine Serviette zu bekommen. Nachdem er seinen Mund abgewischt hat, wird er von Krämpfen heimgesucht. Er humpelt, und nun kommt der andere Mann wieder zu sich. Er streckt sich und legt den Zettel auf den Tisch. Er steht auf und macht eine Markierung an die Wand. Ein neuer Mann betritt den Raum und das Procedere wiederholt sich.

### Mittagessen
Zwei Männer, ein Geschäftsmann und ein Vagabund, sitzen im Restaurant und werden vom Ober nicht beachtet. Sie beginnen, alles Mögliche in der Umgebung zu essen: die Blumen auf dem Tisch, ihre Schuhe, Hosen, Hemden, Unterwäsche, Teller, das Tischtuch, den Tisch und die Stühle. Der Vagabund beobachtet dabei den Geschäftsmann und isst, was er isst. Als nichts mehr zu essen da ist, beginnt  der Geschäftsmann sein Besteck zu verspeisen – der Vagabund macht es ihm nach. Der Geschäftsmann lacht und zieht sein eigenes Besteck wieder aus seinem Mund. Da geht der Geschäftsmann mit Messer und Gabel auf den Vagabunden los.

### Abendessen
Der Film zeigt ein surreales Restaurant, in dem die Restaurantgäste Teile von sich selbst verspeisen. Ein reicher Mann verfeinert seine Kreation mit vielen Saucen und Gewürzen – sein Teller ist vor lauter Gewürzen gar nicht zu sehen. Er rammt eine Gabel in eine hölzerne Hand. Kurz darauf beginnt er seine eigene Hand zu essen. Nebenan isst ein Sportler seinen Unterschenkel, eine Frau lässt sich ihre Brüste schmecken und ein Mann isst seine Genitalien.

## Kritik
Eine Filmrezension der New York Times beschreibt den Film als „witzig mit bissigem Unterton“, meint aber gleichzeitig, der Film sei „schwach“. Als Grund dafür wird vermutet, dass es „für Svankmajer in den 1970er Jahren zu riskant gewesen sein muss, eine [tiefgreifendere] politische Allegorie im Film unterzubringen“. So sei der Film „zu einfach in seiner Aussage darüber, wie Menschen von mechanistischen Staaten und sich selbst verschlungen werden.“ Eine Filmkritik der 3sat-Filmredaktion meint zum Film: „[…] Jan Svankmajer [entwirft] in ‚Das kleine Fressen‘ eine düstere Allegorie vom Fressen und Gefressenwerden und den Auswirkungen politischer Systeme auf das Individuum.“